# The Messengers (film)
 For alternative betydninger, se The Messengers. (Se også artikler, som begynder med The Messengers)
The Messengers er en gyserfilm fra 2007 instrueret af Pang brothers og produceret af Sam Raimi. I den medvirker Kristen Stewart, John Corbett, William B. Davis, Dylan McDermott og Penelope Ann Miller.